# Mirante do Soberbo
O Mirante do Soberbo, também conhecido como Mirante da Vista Soberba, é um ponto turístico e de interesse geológico localizado no município de Guapimirim, no estado brasileiro do Rio de Janeiro.
Localizado às margens da rodovia BR-116, próximo à divisa de Guapimirim com Teresópolis, é a partir deste ponto que avista-se o pico Dedo de Deus, um dos marcos da região, presente nas bandeiras do Estado do Rio de Janeiro e dos municípios de Guapimirim, Magé e Teresópolis . O pico, símbolo do alpinismo brasileiro, também fica localizado em Guapimirim, podendo ser contemplado dos municípios vizinhos e diferentes partes do Rio de Janeiro e Região Metropolitana.
Além do Dedo de Deus, pode-se avistar o pico do Escalavrado, a Cabeça de Peixe e outros pontos da Serra dos Órgãos. É possível avistar também a Baía da Guanabara, quase todo o território de Guapimirim, parte da Baixada Fluminense (Magé e Duque de Caxias), a cidade do Rio de Janeiro e o Grande Rio (Niterói, São Gonçalo e Itaboraí).
Próximo ao Mirante, encontram-se o Terminal Turístico Tancredo Neves, a Praça "Senta a Pua" (em homenagem aos combatentes brasileiros da Segunda Guerra Mundial) e o monumento a Dona Teresa Cristina, Imperatriz do Brasil.